# Pseudosphex polybia
Pseudosphex polybia là một loài bướm đêm thuộc phân họ Arctiinae, họ Erebidae.